# Fresnoy-au-Val
Fresnoy-au-Val är en kommun i departementet Somme i regionen Hauts-de-France i norra Frankrike. Kommunen ligger i kantonen Molliens-Dreuil som tillhör arrondissementet Amiens. År 2022 hade Fresnoy-au-Val 227 invånare.

## Befolkningsutveckling
Antalet invånare i kommunen Fresnoy-au-Val
| Referens: INSEE |